# Bertha Pauli
Berta oder Bertha Pauli (* 29. November 1878 in Wien als Bertha Kamilla Schütz; † 15. November 1927 ebenda) war eine österreichische Journalistin.

## Leben
Berta (Bertha) Pauli, Tochter von Bertha und Friedrich Schütz, erhielt eine literarisch-künstlerische Bildung. Sie war ab 1899 mit dem Mediziner Wolfgang Josef Pauli verheiratet. Der Ehe entstammten zwei Kinder: Wolfgang Pauli (1945 für die Entdeckung des nach ihm benannten Ausschlussprinzips im Bau der Atome mit dem Nobelpreis ausgezeichnet) und Hertha Pauli (Schriftstellerin und Künstlerin). 
Pauli litt unter pathologischen Angstzuständen und möglicherweise an einem Minderwertigkeitskomplex. Es wurde vermutet, dass hier die Gründe für ihren Suizid lagen.

## Wirken
Als liberale und emanzipierte Pazifistin schrieb Pauli Theaterkritiken (vorzugsweise über das zeitgenössische Drama) für die Neue Freie Presse, aber auch historische (Schwerpunkte französische Revolution und Jeanne d’Arc) und politische Essays sowie Beiträge zur Frauenbewegung.
Im Wahlkampf 1919 vor der Wahl zur Konstituierenden Nationalversammlung, bei der die Frauen erstmals wählen durften, rief die Sozialistin Pauli in der Arbeiter-Zeitung die Frauen zur Wahl der sozialdemokratischen Partei auf.

## Schriften
- Mädchenerziehung und Kampf ums Dasein. Vortr. Hrsg. vom Oesterr. Frauenstimmrechtskomitee. Perles, Wien 1911 (Signatur der ÖNB: 476.595-B)
- Die Frauen der Revolution. In: Neue Freie Presse, 15. März 1914
- An die bürgerl. Frau. In: Arbeiterzeitung, 2. Februar 1919
- Ueberläufertum. In Arbeiterzeitung, 11. Februar 1919
- Werden und Wirken des Bürgerministeriums. 1909.
- Zahlreiche Beiträge in:
  - Neue Freie Presse
  - Arbeiterzeitung